# Мисс Такуарембо
«Мисс Такуарембо» (исп. Miss Tacuarembó) фильм Мартина Састре по роману Дани Умпи. В главной роли — уругвайская актриса и певица Наталия Орейро.

## Сюжет
Это история о маленькой девочке — Наталии, которая мечтает стать звездой, и горит желанием выбраться из своего маленького городка Такуарембо в большой город, на пути к своей мечте — выиграть местный конкурс красоты. Спустя года мы видим суровую реальность: она работает в Буэнос-Айресе туристическим гидом в парке с религиозной тематикой.
Премьера: 15 июля 2010 (Аргентина).

## В ролях
- Наталия Орейро — Natalia Prato 'Cristal' / Cándida López
- Росси де Пальма —  Patricia Peinado
- Мирелья Паскуаль — Haydee
- Джаннетта Родригес — Cristal
- Майк Амигорена — Jesus Christ
- Грасьела Борхес — Miss Coitiño
- Алехандро Тоус — Father Clever
- Диего Рейнхольд — Carlos
- Леонор Куртусье — Sister Leonor
- София Сильвера — Little Natalia
- Матео Капо — Little Carlos
- Литиция д’Аренберг — Odette Rothschild